# Dastarcus libanicus
Dastarcus libanicus is een keversoort uit de familie knotshoutkevers (Bothrideridae). De wetenschappelijke naam van de soort werd in 1881 gepubliceerd door Léon Marc Herminie Fairmaire.